# Decembrie 2007
Acest articol este generat integral pe baza informațiilor din articolul 2007 și este actualizat periodic de un robot.
 Editările făcute în articol vor fi șterse la următoarea actualizare! Dacă doriți să faceți modificări, editați articolul-sursă.

ianuarie -
februarie -
martie -
aprilie -
mai -
iunie -
iulie -
august -
septembrie -
octombrie -
noiembrie -
decembrie
Decembrie 2007 a fost a douăsprezecea lună a anului și a început într-o zi de sâmbătă.

## Evenimente

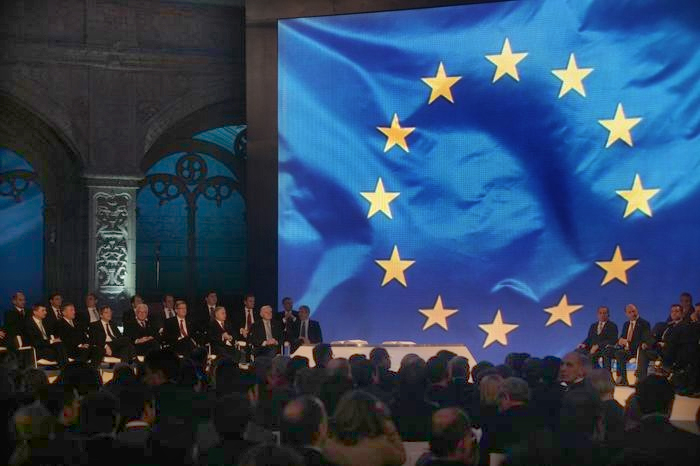
13 decembrie: Liderii europeni semnează la Lisabona, Tratatul de la Lisabona.

- 4 decembrie: Partidul Democrat și Partidul Liberal Democrat au decis să se unească și să formeze astfel un nou partid - Partidul Democrat Liberal.
- 10 decembrie: Trupa Led Zeppelin se reunește și susține un concert pe arena O2 din Londra.
- 13 decembrie: Liderii europeni semnează la Lisabona, Tratatul de la Lisabona.
- 13 decembrie: Revista România literară, cu sprijinul Fundației Anonimul a declarat Aripa dreaptă, ultimul volum din trilogia Orbitor de Mircea Cărtărescu drept "Cartea Anului 2007".
- 16 decembrie: România ocupă locul patru la Campionatul Mondial de Handbal Feminin din Franța.
- 18 decembrie: Parlamentul ucrainean aprobă numirea Iuliei Timoșenko în funcția de premier, care revine la putere, la doi ani după ce a fost demisă din aceeași funcție.
- 19 decembrie: Vladimir Putin, președintele Rusiei, este desemnat "Personalitatea anului 2007" de revista "Time".
- 21 decembrie: Spațiul Schengen se extinde cu nouă state. Ungaria, Polonia, Cehia, Slovacia, Slovenia, Estonia, Lituania, Letonia și Malta au îndeplinit toate condițiile necesare pentru suprimarea controalelor la frontierele interne.
- 21 decembrie: Regina Elisabeta a II-a devine cel mai în vârstă monarh al Marii Britanii, depășind-o pe Regina Victoria care a trăit 81 ani, 7 luni și 29 de zile.
- 24 decembrie: Guvernul nepalez a anunțat că în 2008 monarhia veche de 240 de ani va fi abolită și Nepalul ar urma să fie declarat o republică federală democratică în baza unei constituții provizorii.

## Decese

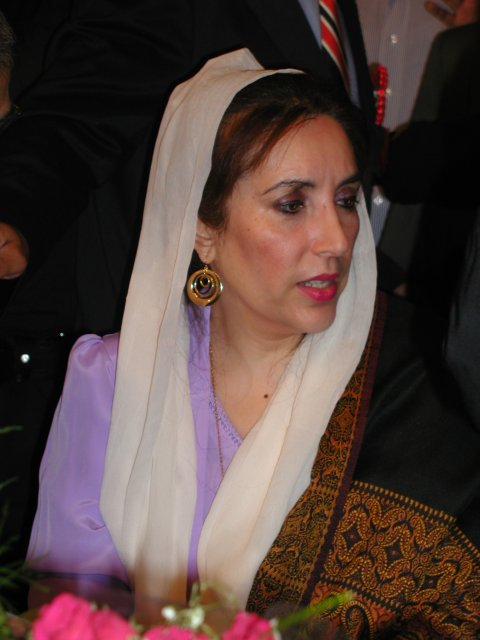
Benazir Bhutto

- decembrie: Hedy Löffler (Hedy Löffler-Weisselberger), 96 ani, fotografă germană născută în România (n.  1911)
- 1 decembrie: Elisabeth Eybers (n. Elisabeth Françoise Eybers), 92 ani, poetă sud-africană (n. 1915)
- 1 decembrie: Ștefan Reiff, 81 ani, parlamentar român de etnie maghiară (1990-1992), (n. 1926)
- 2 decembrie: Ioachim Moga, 81 ani, comunist român (n. 1926)
- 2 decembrie: Eleonora Rossi Drago, 82 ani, actriță italiană (n. 1925)
- 4 decembrie: Zara Dolukhanova, 89 ani, mezzosoprană armeană (n. 1918)
- 4 decembrie: Haralambie Alexa, 77 ani, politician comunist român (n. 1930)
- 5 decembrie: Iosif Dan, 57 ani, politician român (1990-2007), unul dintre liderii manifestațiilor din 21 decembrie 1989 din Piața Universității, București (n. 1950)
- 5 decembrie: Karlheinz Stockhausen, 79 ani, compozitor german (n. 1928)
- 6 decembrie: John Hill, 95 ani, politician britanic (n. 1912)
- 6 decembrie: Marius Tupan, 62 ani, prozator, eseist și dramaturg român (n. 1945)
- 8 decembrie: Ioan Fiscuteanu, 70 ani, actor român (n. 1937)
- 9 decembrie: Henri Debehogne, 78 ani, astronom belgian (n. 1928)
- 10 decembrie: Grigori Klimov (Ralph Werner), 89 ani, scriitor rus (n. 1918)
- 11 decembrie: Arhiducele Karl Ludwig al Austriei (n. Karel Ludvík Maria František Josef Michael Gabriel Antonius Robert Štěpán Pius Řehoř Ignác Markus d´Aviano Rakouský), 89 ani (n. 1918)
- 12 decembrie: Valeriu Bărbuceanu, 66 ani, muzician român (n. 1941)
- 14 decembrie: Mihai Pelin, 67 ani, scriitor și publicist român (n. 1940)
- 14 decembrie: Gene FitzGerald, 75 ani, politician irlandez (n. 1932)
- 17 decembrie: Dumitru Giurcă, 74 ani, interpret român de muzică populară din Mărginimea Sibiului (n. 1930)
- 18 decembrie: Iulia Hălăucescu, 83 ani, pictoriță română (n. 1924)
- 22 decembrie: Julien Gracq (n. Louis Poirier), 97 ani, scriitor francez (n. 1910)
- 23 decembrie: Oscar Peterson (n. Oscar Emmanuel Peterson), 82 ani, pianist și compozitor de jazz, canadian (n. 1925)
- 24 decembrie: Ilie Badea Stănescu, 55 ani, conducător al romilor (n. 1952)
- 24 decembrie: Kostake Teleman, 74 ani, matematician român (n. 1933)
- 26 decembrie: Joe Dolan (n. Joseph Francis Robert Dolan), 68 ani, cântăreț irlandez (n. 1939)
- 26 decembrie: István Sándorfi, 59 ani, pictor maghiar (n. 1948)
- 27 decembrie: Benazir Bhutto, 54 ani, al 11-lea prim-ministru al Pakistanului (1988-1990 și 1993-1996), (n. 1953)
- 27 decembrie: Jerzy Kawalerowicz, 85 ani, regizor polonez, scenarist și producător de film (n. 1922)
- 27 decembrie: Jaan Kross, 87 ani, scriitor eston (n. 1920)
- 28 decembrie: Clody Bertola, 94 ani, actriță română de etnie evreiască (n. 1913)
- 31 decembrie: Muhammad Osman Said, 84 ani, om politic libian (n. 1922)